# Taubach (Ilm)
Der Taubach ist der kleinste der drei Quellbäche der Ilm im Thüringer Wald bei Ilmenau. Er ist knapp vier Kilometer lang.
Der Taubach entspringt am Osthang des Großen Finsterbergs in etwa 800 Metern Höhe aus dem Ilmbrunnen. Er fließt in östlicher Richtung, vorbei an Wolfsgrube und Leutelstal, wo sich sein Tal zu einer Wiesenlandschaft öffnet. Im unteren Taubachtal liegt das Waldbad Stützerbach, unterhalb dessen sich der Taubach mit Freibach und Lengwitz zur Ilm vereinigt. 